# Helena Bergströmová
Helena Bergströmová, rodným jménem Helena Kristina Bergström (* 5. února 1964 Kortedala, Göteborg) je švédská filmová a divadelní herečka, která na filmovém plátně debutovala roku 1988 vedlejší rolí ve snímku Råttornas vinter.

## Osobní život
Narodila se roku 1964 v göteborské Kortedale do rodiny režiséra Hanse Bergströma a herečky Kerstin Widgrenové. Jejím dědem je herec Olof Widgren. V patnácti letech odjela do amerického Mississippi na roční výměnný pobyt studentů. Na něm přilnula k herectví.
Po návratu do Švédska vyhrála konkurz na roli v televizním seriálu. Na první pokus však nebyla přijata na hereckou akademii. Uspěla napotřetí v roce 1985 poté, co absolvovala přípravu u Margreth Weiversové. Švédskou národní akademii pantomimy a herectví (Teaterhögskolan i Stockholm) absolvovala v roce 1988.
Vdala se za švédského režiséra Colina Nutleye, v jehož snímcích si opakovaně zahrála hlavní roli. Z manželství vzešly dvě děti, syn a dcera Molly Nutleyová, která je také herečka.

## Herecká kariéra
Po absolutoriu hrála na scénách národního Královského dramatického divadla a Stockholmského městského divadla. Objevila se v titulních postavách her Miss Julie, Pygmalion, Piaf, Medea, či jako Blanche v Tramvaji do stanice Touha. V sezóně 2008 byla představitelkou Sally Bowlesové v muzikálu Kabaret, který nastudovalo Stockholmského městského divadlo.
Průlom na filmovém plátně znamenalo drama 1939 z roku 1989. Během finálních prací na snímku Kvinnorna på taket si ji všiml Colin Nutley, který ji následně obsadil do hlavní role svého filmu BlackJack (1990). Další společnou prací se staly komedie Änglagård (1992), její sequel Änglagård – andra sommaren (1994) nebo romantická komedie Pod sluncem z roku 1998. Ve stejném období ztvárnila také Astrid v hudební komedii anglické produkce Still Crazy – Pořád naplno.
Režijní debut zaznamenala roku 2007 filmem Se upp för dårarna. Po dvou letech natočila druhý snímek Så olika.
V roce 1993 obdržela švédskou filmovou cenu Zlatohlávek pro nejlepší herečku za dvě hlavní role ve filmech Sista Dansen a Pariserhjulet. Za výkon ve snímku Sista Dansen získala cenu pro nejlepší herečku na filmových festivalech v Montréalu a Istanbulu.

## Filmografie

### Herecká
- 1982 – Out (televizní seriál)
- 1988 – Friends
- 1988 – Råttornas vinter
- 1988 – VD (televizní film)
- 1989 – Ängel
- 1989 – Husbonden (televizní film)
- 1989 – Ženy na střeše
- 1989 – 1939
- 1990 – BlackJack
- 1992 – Änglagård
- 1993 – Pariserhjulet
- 1993 – Sista dansen
- 1993 – Snoken (televizní seriál)
- 1994 – Änglagård – andra sommaren
- 1996 – Jägarna
- 1996 – Sånt är livet
- 1998 – Pod sluncem
- 1998 – Still Crazy – Pořád naplno
- 2000 – Klepy
- 2000 – Livet är en schlager
- 2001 – Sprängaren

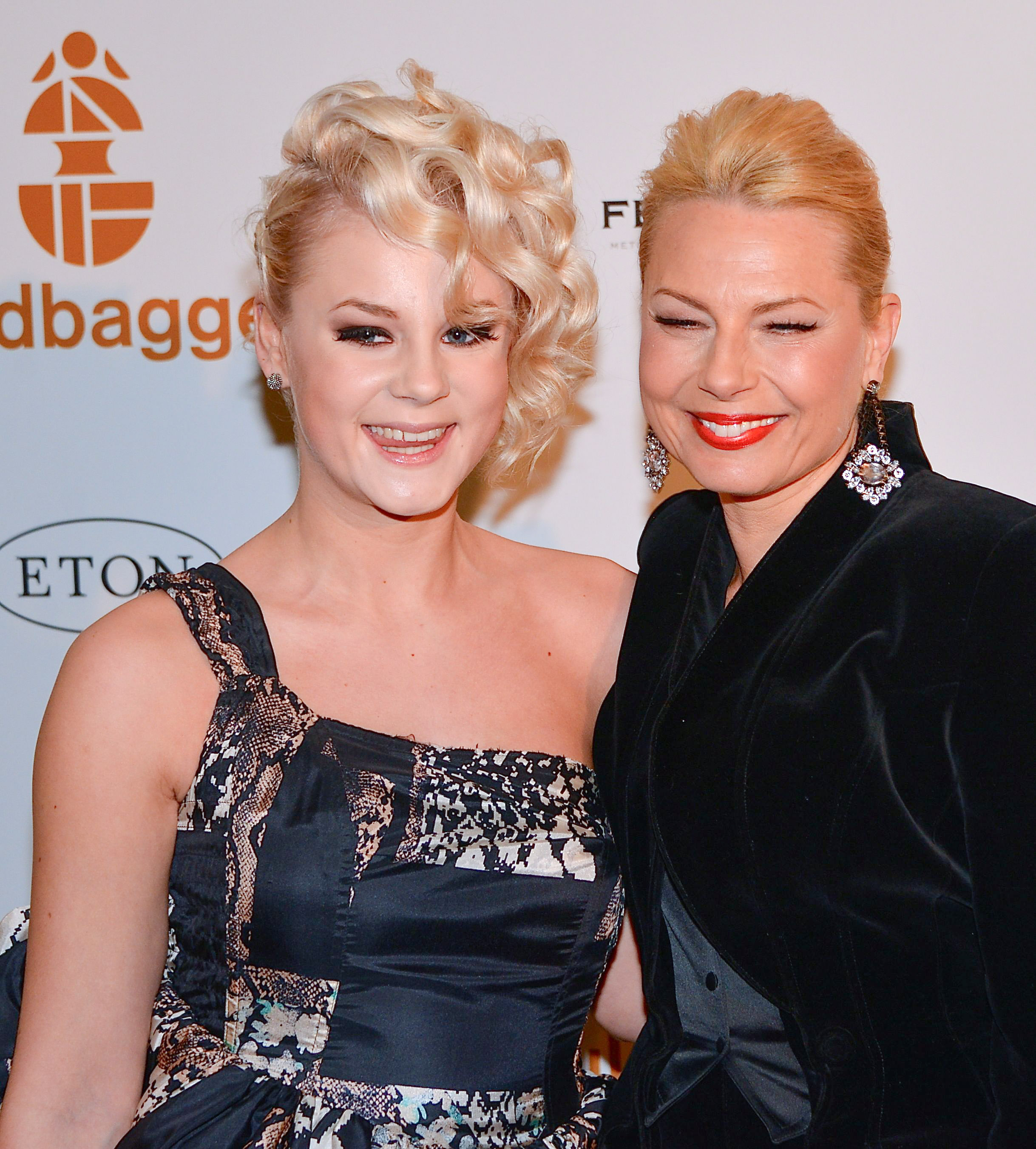
Dcera Molly Nutleyova a matka Helena Bergströmová na udílení švédských filmových cen Guldbaggen, 2013

- 2002 – Mrs. Klein (televizní film)
- 2003 – Paradiset
- 2004 – Perly královny ze Sáby
- 2006 – Heartbreak Hotel
- 2008 – Selma (televizní film)
- 2008 – Angel
- 2010 – Änglagård – Tredje gången gillt
- 2011 – Någon annanstans i Sverige
- 2015 - En underbar jävla jul

### Režijní
- 2015 - En underbar jävla jul
- 2009 – Så olika
- 2007 – Se upp för dårarna

## Nominace a ocenění
- 2001 Guldbagge, nominace, nejlepší herečka Sprängaren
- 1995 Istanbulský filmový festival, nejlepší herečka Sista dansen
- 1994 Montréalský filmový festival, nejlepší herečka Sista dansen
- 1993 Guldbagge, nejlepší herečka Sista Dansen
- 1993 Guldbagge, nejlepší herečka Pariserhjulet
- 1992 Guldbagge, nominace, nejlepší herečka Änglagård
- 1992 Cena publika deníku Expressen, Änglagård